# إنزو جولينو
إنزو جولينو (18 مارس 1932 - 18 سبتمبر 2020)، هو صحفي وناقد أدبي إيطالي ومؤلف العديد من الكتب.